# Konrad Butterweck
Konrad Butterweck (* 15. April 1825 in Kassel; † 14. Januar 1899 in Riga) war ein deutscher Theaterschauspieler.

## Leben
Schon mit fünf Jahren wurde er für das Ballett ausgebildet. Herangewachsen, ging er zum Gesang über und wirkte bereits mit vierzehn Jahren im Theaterchor. 1843 verließ er das Theater eine Zeitlang und ergriff einen praktischen Beruf. Er reiste durch die Welt und kehrte erst 1846 zur Bühne zurück. Nun begann ein rastloses Wanderleben, bis er 1864 an das Stadttheater in Riga verpflichtet wurde, wo er im Volksstück „Der Leiermann und sein Pflegekind“ debütierte. Lange Jahre gehörte zu den geschätztesten Mitgliedern dieser Bühne, bis er am 24. April 1896 sein 50-jähriges Dienstjubiläum feierte. Danach zog er sich von der Bühne zurück. Er starb an einem Herzschlag am 14. Januar 1899.
Sein älterer Bruder Hermann war ebenfalls Theaterschauspieler.